# Administration de l'Arménie occidentale
1915–1918
Entités précédentes :
- Empire ottoman

Entités suivantes :
- Empire ottoman

L'administration de l'Arménie occidentale (en arménien: Արևմտյան Հայաստան) est l'organisation politique réunissant les zones d'Arménie occidentale de l'Empire ottoman occupées par l'armée russe pendant la Première Guerre mondiale par les événements qui suivirent la défense de Van et l'offensive russe ultérieure. 
L'occupation commence en 1915 et prend fin officiellement par le traité de Brest-Litovsk en 1918. Elle est parfois appelée « république de Van »,, par les Arméniens. Aram Manoukian de la Fédération révolutionnaire arménienne est de facto à la tête de l'administration jusqu'en juillet 1915. 
Elle est brièvement dénommée « Vaspourakan libre ». Après un repli à partir d'août 1915, elle est rétablie en juin 1916. À partir de décembre 1917, l'administration est sous le Commissariat transcaucasien, avec Hakob Zavriev comme commissaire, et pendant les premiers stades de la mise en place de la première République d'Arménie, elle est incluse avec les autres conseils nationaux arméniens dans une Arménie  brièvement unifiée.
Ce gouvernement provisoire s'est appuyé sur les unités de volontaires arméniens, formant une structure administrative après le siège de Van autour d'avril 1915. La représentation dominante était la Fédération révolutionnaire arménienne. Aram Manoukian, ou « Aram de Van », est le plus célèbre gouverneur de l'administration.